# Jakob Wilhelm Chydenius
Jakob Wilhelm Chydenius (né le 12 juin 1863 à Helsinki – mort le 20 octobre 1926 à Helsinki) est un juriste, professeur et membre de l'organisation résistante Kagaali.